# Bonyunia aquatica
Bonyunia aquatica là một loài thực vật có hoa trong họ Mã tiền. Loài này được Ducke mô tả khoa học đầu tiên năm 1935.